# شکرآباد (بمپور)
شکرآباد روستایی در دهستان بمپور غربی بخش کلاتان شهرستان بمپور استان سیستان و بلوچستان ایران است.

## جمعیت
بر پایه سرشماری عمومی نفوس و مسکن در سال ۱۳۹۵ جمعیت این روستا ۸۴ نفر (۲۰خانوار) بوده‌است.